# Ría (kust)

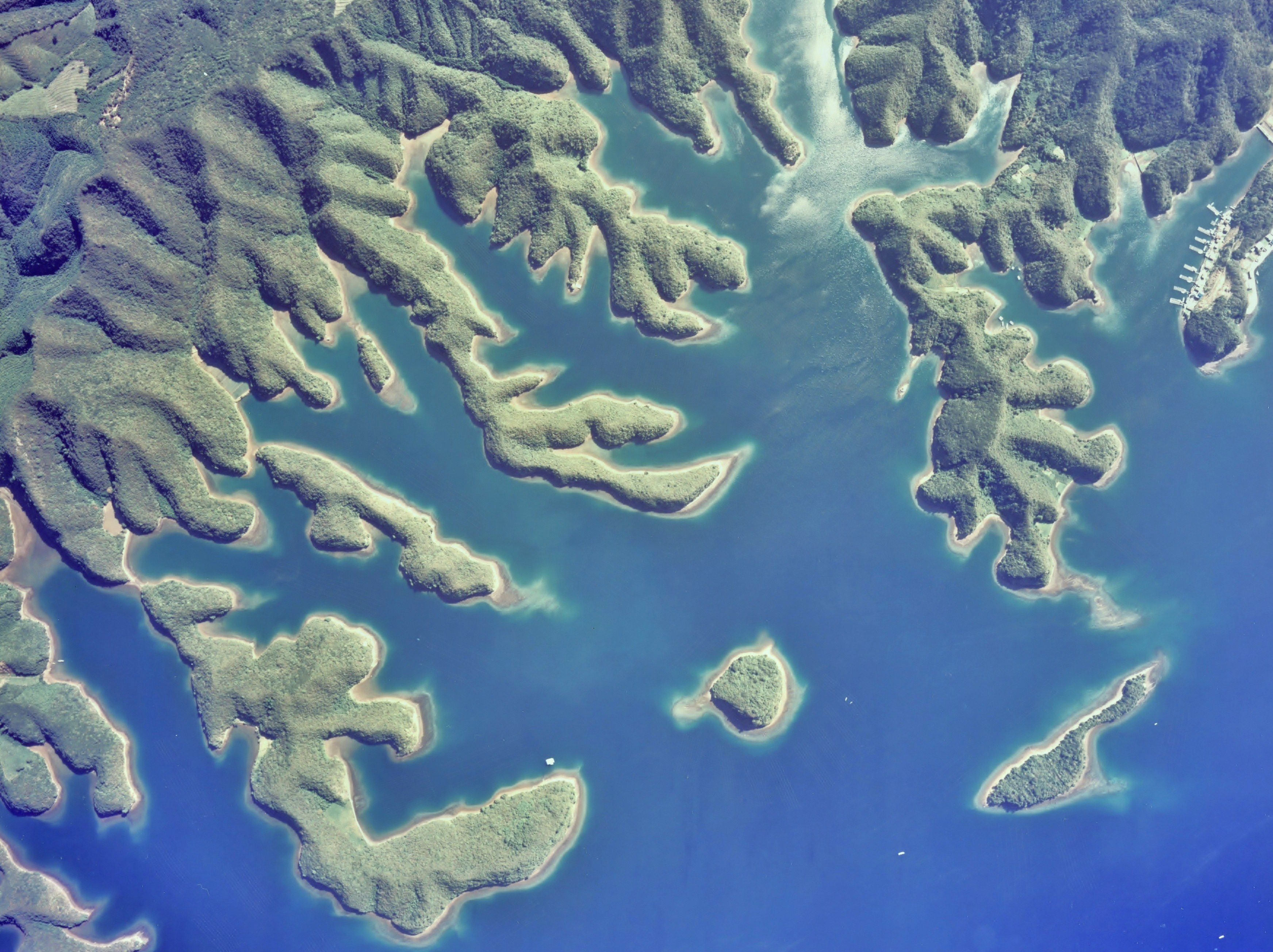
Ríakust in Japan: Tsushima

Een ría (woord uit het Spaans) is een rivierdal dat uitmondt in zee, aan uitslijting onderhevig is en gedeeltelijk door zee overstroomd wordt. Een ría is ontstaan door een gestegen zeespiegel of door de verzakking van een geologisch massief.
Een ría is onderhevig is aan werking van eb en vloed, en vormt aldus een soort van estuarium. Een ría lijkt op een fjord, maar dat is een door gletsjers uitgesleten dal.
Rías komen onder meer voor in Spanje (bijvoorbeeld de Rías Baixas en de Rías Altas in Galicië) en Portugal, in Frankrijk, in Australië en de Verenigde Staten.

## Rías in Spanje
De bekendste rías in Spanje zijn de Rías Baixas en de Rías Altas in Galicië, maar dit soort zeeinhammen zijn ook te vinden in Asturië, Cantabrië, Huelva en in het Baskenland.

### Rías in Baskenland
Een voorbeeld is de Ría de Bilbao (ook bekend als Ría del Nervión of del Ibaizábal)

### Rías Baixas in Galicië
- Ría de Vigo
- Ría de Pontevedra
- Ría de Arousa
- Ría de Muros e Noia
- Ría de Corcubión

### Rías Altas in Galicië

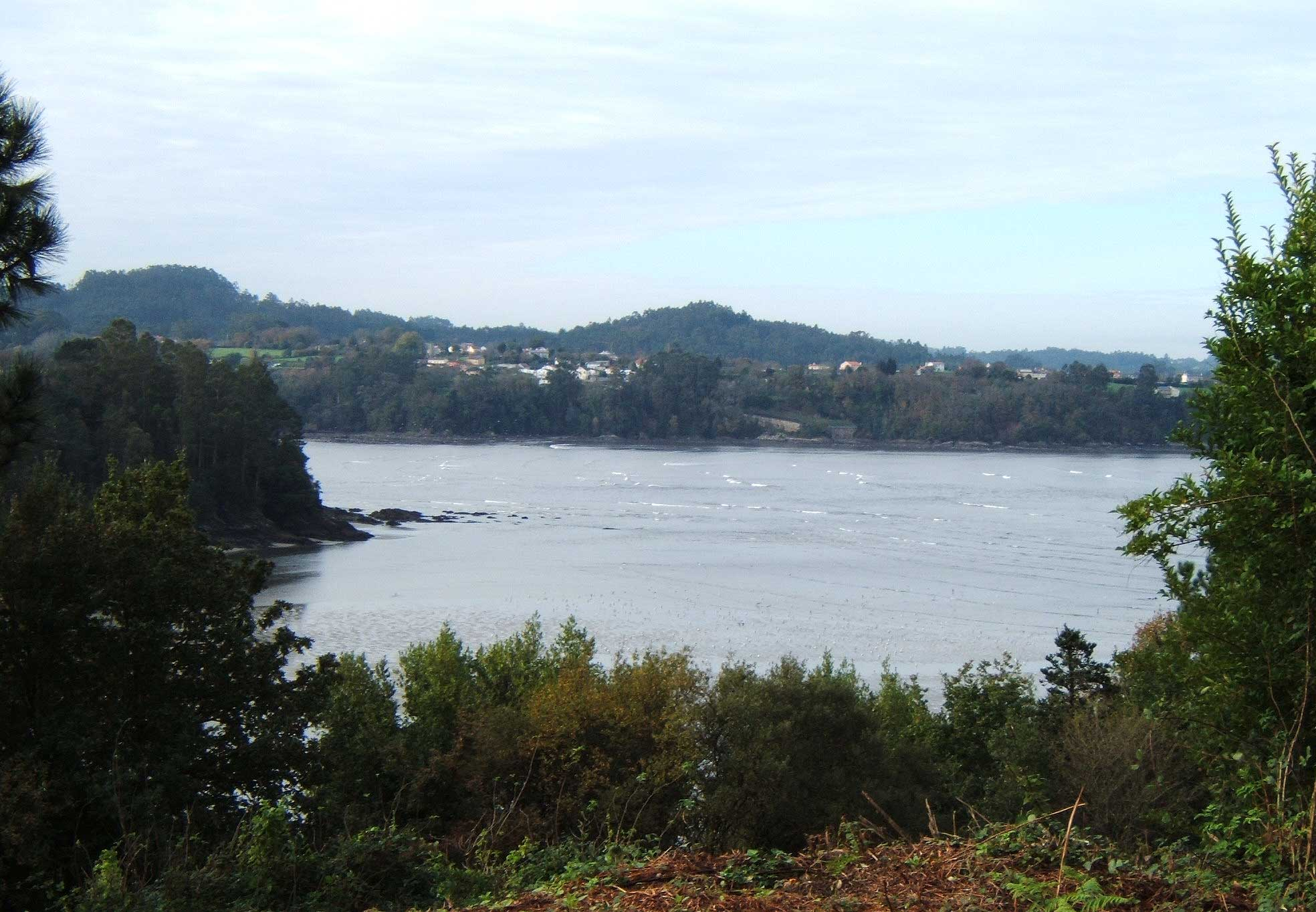
Ría de Betanzos, Galicië

- Ría de A Coruña
- Ría de Cedeira
- Ría de Corme e Laxe
- Ría de Foz
- Ría de Ortigueira
- Ría de Ribadeo
- Ría de Viveiro
- Ría de Betanzos
- Ría de Pontedeume
- Ría de Camariñas
- Ría de Ferrol
- Ría de O Barqueiro

### Las Rías in Asturië
- Ría de Aviles
- Ría del Eo
- Ría de Navia
- Ría de Villaviciosa
- Ría de Ribadesella
- Ría de Tina mayor

## Rías in Frankrijk
In Frankrijk vindt men ría's in Bretagne. 
- Ría van de Rance (Bretagne)
- Rivière d'Étel (Bretagne)

De ría's op de noordkust van Bretagne, in Leon, worden daar aber genoemd:
- Aber Benoît
- Aber Wrac'h
- Aber Ildut

Ook de calanques aan de Middellandse Zeekust zijn ría's.

## Rías in Amerika
In Argentinië bevindt zich de Ría Deseado.
In Mexico bevinden zich de Ría Lagartos en de Ría Celestún.

## Australië

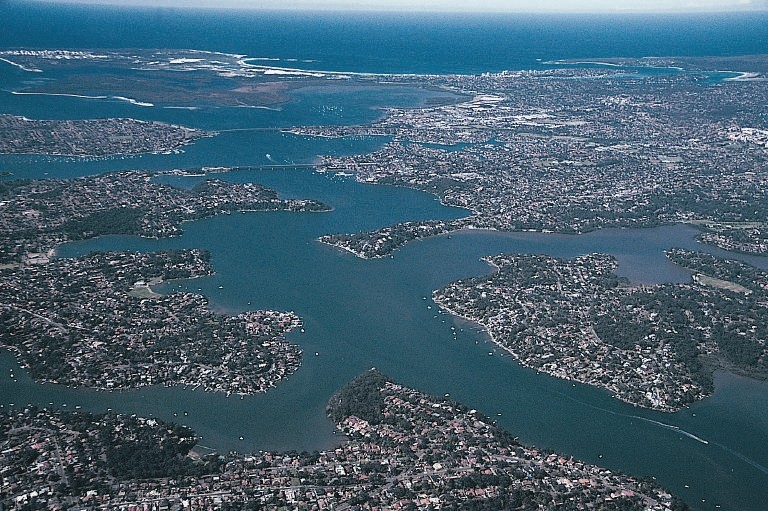
De rivier Georges mondt uit in de oceaan als een ría

Een van de bekendste rías in Australië vormt de monding van de rivier de Georges in de stad Sydney.
beekdal · doorbraakdal · droogdal · fjord · hangend dal · kloof · reculée · ría · riftvallei · rivierdal · trogdal · V-dal · wadi